# Any imperial japonès

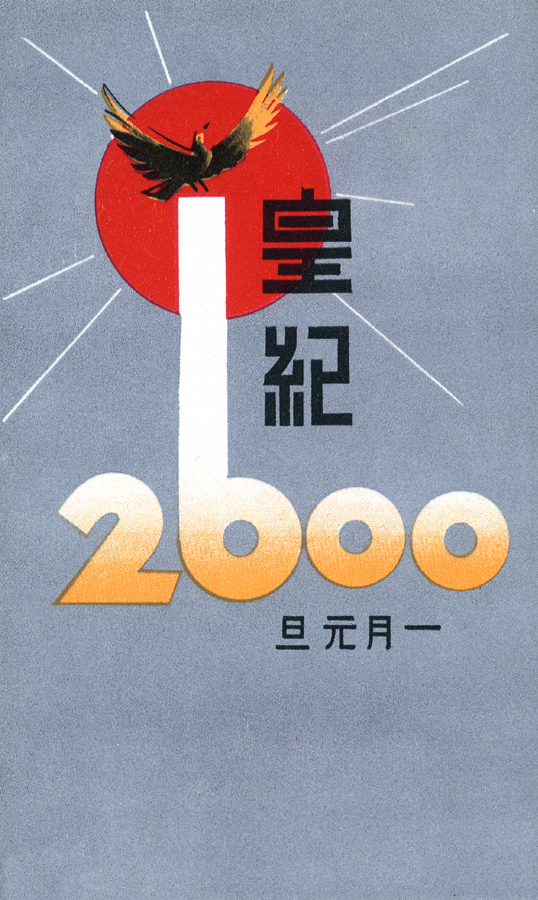
Postal celebrant el 2600 aniversari de l'imperi del Japó

L'Any imperial japonès (皇紀, Kōki) és un calendari propi i únic del Japó que es fa servir al calendari japonès. Està basat en la data de la fundació de la nació japonesa per l'Emperador Jinmu l'any 660 aC de l'era comuna. La utilització de l'any imperial pretén posar l'accent en la llarga història de la nació japonesa i la dinastia imperial. Actualment aquest calendari es troba en desús per part de l'estat i la societat en general, però si és utilitzat en els rituals i documents del xintoisme. Segons aquest calendari, l'any 2020 és l'any 2680.

## Història

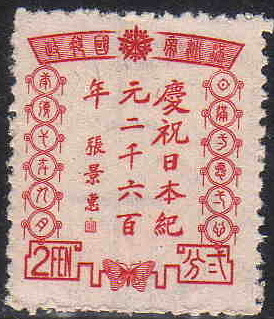
Segell postal de Manxukuo commemorant el 2600 aniversari de l'imperi

Es creu que aquest sistema de calendari es va començar a utilitzar poc després de l'inici de l'era Meiji, vora el 1872.
L'any 1940, coincidint amb el 2600 aniversari de l'imperi japonés i la dinastia imperial es van organitzar per tot el Japó una sèrie d'actes conmemoratius amb festes, exposicions i discursos, a més d'objectes especials creats per a l'ocasió com postals, medalles, monedes, etc. També es va erigir l'actualment anomenada torre de la Pau, al parc Heiwadai a Miyazaki, prefectura de Miyazaki.
Després de la derrota del Japó a la Segona Guerra Mundial, l'ús de l'any imperial va ser considerat per les forces d'ocupació aliades com un signe nacionalista i de caràcter absolutista, raó per la qual van promoure que s'anara deixant d'utilitzar. Tot i que el govern del Japó utilitza de manera preferent els anys de les eres japoneses, la qual marca els anys de regnat de cada emperador a l'actualitat, no utilitza pas l'any imperial. En l'actualitat, l'ús d'aquest sistema d'anys ha quedat restringit a certs grups nacionalistes i al culte i rite xinto.

## Utilització
Des de començaments de l'era Meiji fins a la fi de la segona guerra mundial, va ser una forma comuna d'escriure els anys, tot i que sense superar a l'era japones, que marca els anys de regnat de l'emperador contemporàni. Al text de la proclamació d'independència d'Indonèsia dels Països Baixos, signat el 1945, la data ix escrita segons l'any imperial japonés, figurant així l'any '05 per l'any 2605 i no 1945.

### Fabricació militar
L'Exèrcit imperial japonès va utilitzar els anys imperials per a anomenar diferents models d'armes o material militar.

## Conversió
Per a convertir l'any de l'era comuna a l'any imperial japonés només cal comptar des de l'any 660 abans de Crist com a any numero 1.
| Kōki | 1      | 100    | 200    | 300    | 400    | 500    | 600   | 700  | 800  | 900  |
| ---- | ------ | ------ | ------ | ------ | ------ | ------ | ----- | ---- | ---- | ---- |
| AD   | 660 aC | 560 aC | 460 aC | 360 aC | 260 aC | 160 aC | 60 aC | 60   | 160  | 260  |
| Kōki | 950    | 999    | 1000   | 1100   | 1200   | 1300   | 1400  | 1500 | 1600 | 1700 |
| AD   |        | 359    | 360    | 460    | 560    | 660    | 760   | 860  | 960  | 1060 |
| Kōki | 1800   | 1900   | 2000   | 2100   | 2200   | 2300   | 2400  | 2500 | 2600 | 2700 |
| AD   | 1140   | 1240   | 1340   | 1440   | 1540   | 1640   | 1740  | 1840 | 1940 | 2040 |